# Сборен отбор на ДСО
Сборен отбор на доброволните спортни организации, Сборен отбор на ДСО или само Сборен отбор е името под което националеният отбор по футбол на България участва в А РФГ през сезон 1953.

## Създаване
Отборът е създаден с решение на републиканската секция по футбол. Целта на отбора е обиграване на футболистите за предстоящите квалицикации за Световното първенство по футбол през 1954 г. В състава на сборния отбор са включени най-добрите български футболисти като основното ядро от футболисти са от ОСГ (София), Ударник (София) и Спартак (София), допълнително треньор на отбора е треньора на ОСГ (София) Крум Милев.

## Участие в А РФГ
Отборът участва в А РФГ до 10-и кръг като изиграва общо 13 мача. Има 11 победи и 2 загуби с голова разлика 37:8. В края на месец май 1953 таблицата се оглавява от сборния отбор с 22 точки, следван от Спартак (Пловдив) с 14, Динамо и Спартак (Плевен) с по 13 точки, ОСГ с 12 точки и Ударник с 11 точки. На 1 юни 1953 отборът е изваден, а резултатите са анулирани. Таблицата бива прекроена по следният начин първи е Динамо с 15 точки, пред Спартак (Пловдив) с 14 и Спартак (Плевен) с 13. На футболистите от сборния отбор не е разрешено да се завърнат в отборите си.

## Последици
Въпреки обиграването националният отбор не успява да се класира за световното първенство, като остава на трето последно място в групата с 1 точка и 3 загуби.
Отборът на ОСГ (София) е отслабен и не успява да спечели трета поредна титла в първенството. В сборния отбор са привлечени 11 футболисти на ОСГ - Стефан Божков, Димитър Миланов, Манол Манолов, Иван Колев, Крум Янев, Стефан Геренски, Кирил Ракаров, Георги Енишейнов, Атанас Цанов, Гаврил Стоянов, Панайот Панайотов, и треньора Крум Милев, които съставят гръбнакът на отбора на ОСГ. Първоначално на Ракаров, Енишейнов, Цанов и Стоянов е разрешено да играят за ОСГ, но провеждат тренировки със сборния отбор, впоследствие обаче те са причислени изцяло към сборния отбор.
Отборът на Спартак (София) има трима национали Апостол Соколов, Борис Апостолов и Ташков. В Спартак не успяват да преодолеят липсата на основните им футболисти и в края на сезона, изпадат в Б група.
От Ударник (София) са извадени трима - Милчо Горанов, Н. Иванов, Добромир Ташков.
Локомотив (София) се разделя с Г. Василев, Петър Аргиров и Коце Благоев
Динамо - Любомир Хранов
7 мача преди края на първенството на футболистите е разрешено да се завърнат в отборите си.